# Tadeusz Reschke
Pour les articles homonymes, voir Reschke.
Tadeusz Reschke, né le 26 janvier 1957, à Bydgoszcz, en Pologne, est un ancien joueur de basket-ball polonais. Il évoluait au poste d'ailier fort. 

## Palmarès
- Champion de Pologne 1982, 1987, 1988